# والتر إي. موني
والتر إي. موني (بالإنجليزية: Walter E. Mooney) هو مهندس أمريكي، ولد في 6 يونيو 1925، وتوفي في 1 مارس 1990.